# Jerzy Miziołek
Jerzy Miziołek (ur. 18 grudnia 1953 w Łowiczu) – polski historyk sztuki, profesor nauk humanistycznych (2008), w latach 2018–2019 dyrektor Muzeum Narodowego w Warszawie.

## Życiorys
Studiował historię sztuki i archeologię śródziemnomorską na Uniwersytecie Jagiellońskim – praca magisterska Przedstawienia procesji w sztuce wczesnochrześcijańskiej (1980). Studia uzupełniające odbył w Pontificio Istituto di Archeologia Cristiana w Rzymie (1981/1982). Stopień doktora uzyskał na Uniwersytecie Jagiellońskim w 1987 roku, na podstawie dysertacji Sol verus. Studia nad ikonografią Chrystusa w sztuce pierwszego tysiąclecia (pod kierunkiem prof. Lecha Kalinowskiego), która została opublikowana w 1991 przez Ossolineum i w postaci artykułów w pismach zagranicznych. Habilitacja na Uniwersytecie Warszawskim w 1996 (Sogetti classici sui cassoni fiorentini alla vigilia del Rinascimento). Od 2000 roku jest profesorem nadzwyczajnym, a od 2008 zwyczajnym.
W latach 1984–1988 był asystentem i adiunktem w Instytucie Historii Sztuki Uniwersytetu Jagiellońskiego; 1988–1992 adiunkt w Instytucie Sztuki PAN w Warszawie w Pracowni Sztuki Nowożytnej, jednocześnie przewodniczącym Komisji Bibliotecznej. Od 1992 zatrudniony jest na Uniwersytecie Warszawskim – najpierw w Instytucie Historii Sztuki, a od 1997 w Instytucie Archeologii. Od 2001 jest kierownikiem Zakładu Tradycji Antyku w Sztukach Wizualnych, który specjalizuje się w badaniach z pogranicza archeologii śródziemnomorskiej i historii sztuki polskiej i włoskiej. W latach 2002–2016 był profesorem w Szkole Wyższej Psychologii Społecznej, gdzie kierował Katedrą Komunikacji Wizualnej. W latach 2010–2018 był dyrektorem Muzeum Uniwersytetu Warszawskiego.
Odbył stypendia naukowe: Fundacja Lanckorońskich – 1981/1982, 1986, 1987, 1989; Instytutu Warburga w Londynie – 1989; The Getty Research Institute w Los Angeles – 1991, 2006; Harvard University Center for Italian Renaissance Studies – 1994/1995, Kunsthistorisches Institut we Florencji – 1995; Center for Advanced Study in the Visual Arts w Waszyngtonie – 1996, 1997,1998, 2001. W latach 1996–2017 brał udział w przeszło dwudziestu konferencjach międzynarodowych w Europie i USA oraz wygłaszał wykłady m.in. na uniwersytetach w Rochester, Pittsburgu, Cambridge, Londynie, Rzymie, Neapolu, Sienie, Florencji, Wenecji, Szeged, Ołomuńcu, Catanii, Los Angeles.
W 2013 otrzymał nagrodę Ministra Kultury za osiągnięcia w dziedzinie badań nad sztuką, w 2018 - tytuł Kawalera Orderu Zasługi Republiki Włoskiej. Jest członkiem College Art Association of America, Renaissance Society of America, ICOM i Stowarzyszenia Historyków Sztuki w Polsce.
23 listopada 2018 został przez ministra kultury Piotra Glińskiego powołany bez konkursu na stanowisko dyrektora Muzeum Narodowego w Warszawie (MNW) na kadencję 2018–2022. Powołanie nastąpiło z dniem 30 listopada 2018. Złożył rezygnację z tej funkcji 2 grudnia 2019.

### Kontrowersje
W kwietniu 2019 nakazał usunięcie z Galerii Sztuki XX i XXI wieku znajdujących się tam od kilku lat instalacji Natalii LL Sztuka konsumpcyjna (1975) i Katarzyny Kozyry Pojawienie się Lou Salome (2005), informując, że oczyszczenia wystawy ze „skandalizujących” prac domagało się Ministerstwo Kultury i Dziedzictwa Narodowego. Po fali krytyki w mediach i proteście-happeningu „Jedzenie bananów przed Muzeum Narodowym” (nawiązanie do tematu instalacji Natalii LL przedstawiającej młodą kobietę ostentacyjnie jedzącą m.in. banany) przywrócił obie instalacje jednocześnie zapowiadając zamknięcie całej galerii.
Jego odwołania domagali się związkowcy z NSZZ „Solidarność” zarzucając mu m.in. brak kompetencji w prowadzeniu instytucji kultury oraz chaotyczną politykę programową i kadrową. W czasie pełnienia przez niego funkcji dyrektora z muzeum odeszło ponad 50 osób. Zwolnił on Antoniego Ziembę, przewodniczącego Kolegium Kuratorów MNW, oraz Piotra Rypsona (został przez niego zwolniony w tzw. wieku ochronnym bez podania przyczyny).

## Zainteresowania naukowe i praca dydaktyczna
Jego zainteresowania naukowe koncentrują się na tematyce związanej z symboliką światła, sztuce świeckiej włoskiego Renesansu i recepcji antyku w sztuce włoskiej i polskiej, ze szczególnym uwzględnieniem włoskiego malarstwa świeckiego (cassoni i spalliere) i oddziaływaniem badań archeologicznych na sztukę epoki Oświecenia.
Wyniki badań opublikował m.in. w: "Journal of the Warburg and Courtauld Institutes, Prospettiva, I Tatti Studies, Pegasus, Arte Cristiana, Arte Lombarda, Renaissance Studies, Iconographica, Fontes. Od 2002 prowadzi intensywne badania nad dziejami Uniwersytetu Warszawskiego, co zaowocowało licznymi publikacjami; równolegle z pracą badawczą zajmuje się działalnością dydaktyczną. Był recenzentem siedmiu doktoratów, trzech habilitacji i jednej profesury; pod jego kierunkiem powstały cztery prace doktorskie.

## Ważniejsze publikacje
- Transfiguratio Domini’ in the apse at Mount Sinai and the symbolism of light, „Journal of the Warburg and Courtauld Institutes”, 53, 1990, s. 42–60[11]
- Sol verus. Studia nad ikonografią Chrystusa w sztuce pierwszego tysiąclecia, Wrocław: Ossolineum, 1991[12]
- Soggetti classici sui cassoni fiorentini alla vigilia del Rinascimento, Warszawa: Instytut Sztuki Polskiej Akademii Nauk, 1996[13]
- Cassoni istoriati with „Torello and Saladin”: Observations on the Origins of a New Genre of Trecento Art in Florence, [in:] Italian Panel Painting of the Duecento and Trecento, ed. V. M.Schmidt (Studies in the History of Art, t. 61), New Haven and London 2002, s. 443–469[14]
- Mity, legendy, exempla. Włoskie malarstwo świeckie epoki Renesansu ze zbiorów Karola Lanckorońskiego, Warszawa: Uniwersytet Warszawski. Instytut Archeologii, 2003[15]
- Ars et educatio. Kultura artystyczna Uniwersytetu Warszawskiego, red. Jerzy Miziołek, Warszawa: Uniwersytet Warszawski, 2003[16]
- Inspiracje śródziemnomorskie. Wizja antyku w sztuce Warszawy i innych ośrodków kultury dawnej Polski, Warszawa: Neriton, 2004[17]
- Orpheus and Euridice: Three spalliera panels by Jacopo del Sellaio, “I Tatti Studies”, XII, 2008/2009, s. 117–148[18]
- Muse, baccanti e centauri. I capolavori della pittura pompeiana e la loro fortuna in Polonia, Varsavia: Instituto di Archeologia dell'Università di Varsavia: Instituto Italiano di Cultura di Varsavia, 2010[19]
- Chopin among artists and scholars, Warszawa: University of Warsaw, 2010[20]
- The Villa Laurentina of Pliny the Younger in an Eighteenth Century Vision, Roma: „L'Erma” di Bretschneider, 2016
- Nel segno di Quo Vadis? Roma ai tempi di Nerone e dei primi martiri nelle opere di Sienkiewicz, Siemiradzki, Styka e Smuglewicz, Roma: „L'Erma” di Bretschneider, 2017
- The University of Warsaw. History and Traditions, Warsaw: Wydawnictwa Uniwersytetu Warszawskiego, 2017
- Renaissance Weddings and the Antique. Italian secular Paintings from the Lanckoroński Collection, Roma: L'Erma di Bretschneider, 2018